# Hemocultiu

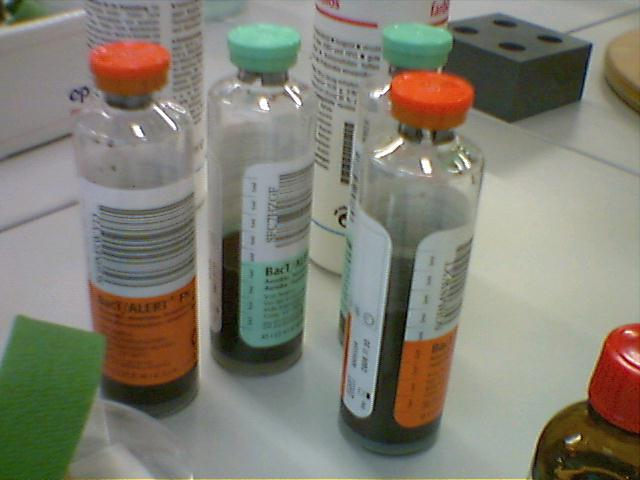
Frascons per a hemocultius.

Un hemocultiu és un cultiu microbiològic de la sang. És un mètode de diagnòstic en medicina emprat per detectar infeccions que es transmeten a través de torrent sanguini bacterièmia o septicèmia.

## Història
Va començar a inicis del segle xx. Gustav Mahler, el compositor, va ser diagnosticat amb endocarditis bacteriana prop de la fi de la seva vida, però això va ser abans que es comencessin a fer servir antibiòtics, això va contribuir a la seva primerenca mort.

## Indicacions
Generalment, els hemocultius estan indicats quan hi ha sospita de sepsis. Per exemple, en casos de pielonefritis, infecció abdominal, infeccions respiratòries, febre d'origen desconegut...entre altres.
La clínica de sepsis pot incloure signes de símptomes com: febre >38, calfreds, leucocitosis, malestar general, desorientació, taquicàrdia, entre d'altres.

## Material
Per dur a terme aquesta tècnica cal tota una sèrie de material:
- Alcohol 70º,
- Clorhexidina alcohòlica 2%
- Guants estèrils
- Tala estèril
- Gasses estèrils
- Xeringa de 20cc o palometa
- Agulla càrrega
- 4 pots hemocultius (2 anaerobis i 2 aerobis)
- Esperadrap
- Smart
- Petició dels hemocultius

## Tècnica
Per dur a terme aquest procediment cal tenir en compte tota una sèrie de coses. Ha de ser una tècnica estèril per afavorir la fiabilitat dels resultats. Tot seguit es mostren els passos a seguir:
1. Comprovar la petició i el nom de la persona
2. Explicar el procediment i demanar col·laboració
3. Higiene de mans
4. Col·locar compressor i localitzar la vena. Si fos molt difícil la punció venosa també es pot recollir la mostra amb sang arterial
5. Desinfectar la zona de punció amb clorhexidina alcohòlica 2% i esperar 30 segons
6. Preparar camp estèril amb tot el material
7. Repetir higiene de mans
8. Posar-se guants estèrils
9. Fer l'extracció de sang entre 10 i 20cc. A cada pot d'hemocultiu n'hi va entre 5 i 10 cc. Si fem extracció amb palometa pimer omplir l'aerobi i després anaerobi. Si es fa amb agulla i xeringa primer anaerobi i després aerobi.
10. Treure goma compressora i fer compressió punt de punció i posar gassa amb esperadrap.
11. Rebutjar el material segons categoria.
12. Etiquetar la mostra i enviar-la al laboratori.